# Ікра минтая

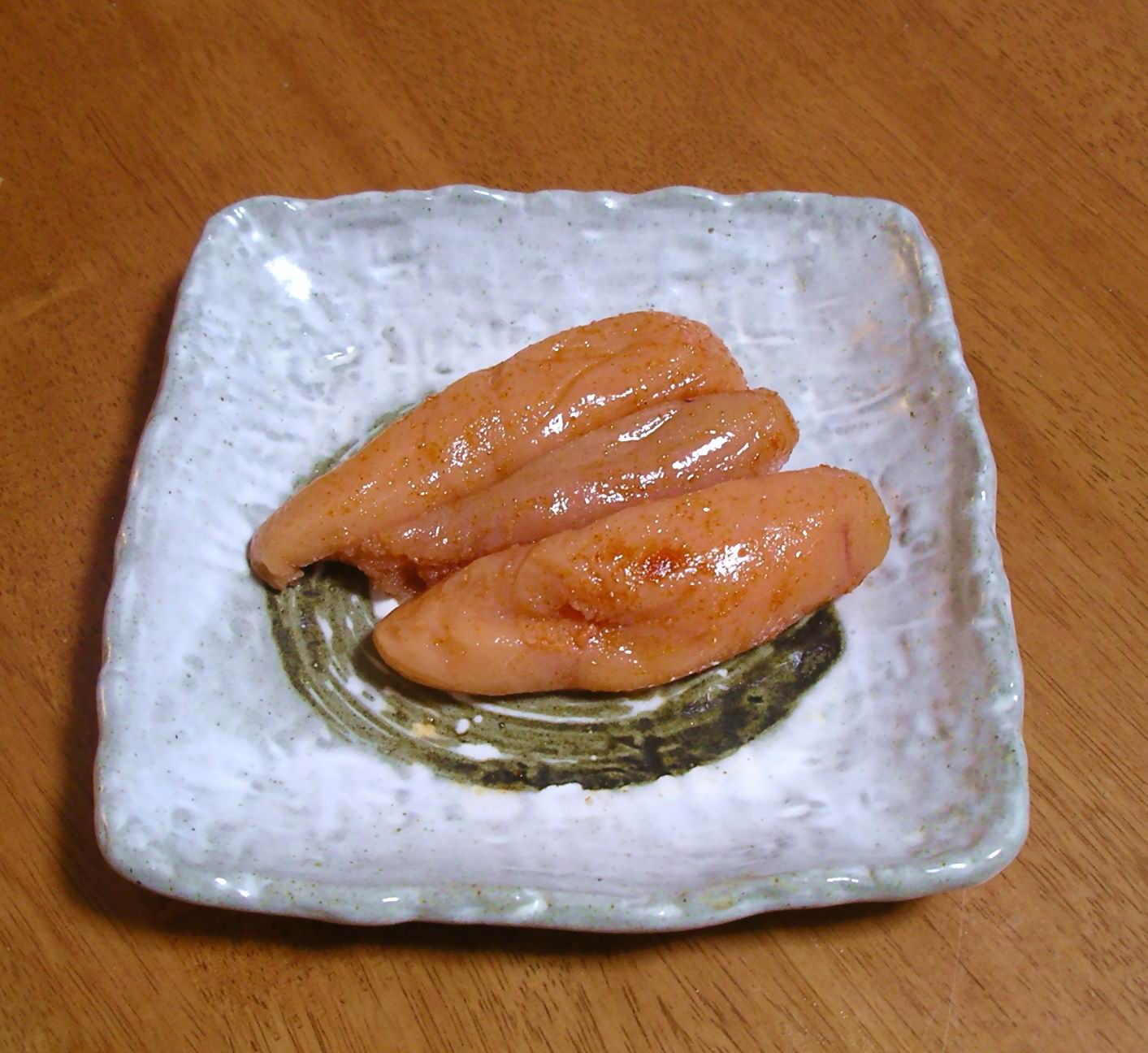
Ментайко — маринована страва з ікринок

Ікра минтая (ментайко (яп. 明太子), мйоннанчот (кор. 명란젓)) — маринована ікра з минтаю і тріски; є загальним компонентом в японській кухні. Типові приправи й смак відрізняють японський варіант страви.
Ментайко доступний в аеропортах і основних вокзалах країни. Його, як правило, їдять з онігірі, але також насолоджуються смаком просто з саке. Загальна назва різновидів є spicy mentaiko (яп. 辛子明太子, karashi mentaiko). Це назва твору Хаката з міста Фукуока.
Японський стиль приготування страви ментайко був призначений в Японії номером один в гарнірах в японському тижневику, Shūkan Bunshun.

## Історична довідка
Ментайко виник з myeongran jeot (명란젓) з корейської кухні і було введено до Японії після Російсько-японської війни. Toshio Kawahara (яп. 川原 俊夫, Кавахара Тошіо), у Пусані народженим там японцем, страва була адаптована у Кореї в «ментайко» за японським смаком, популярним у Фукуоці у 1950-х роках.

## Приготування
Вилов мінтая відбувається в північних морях і прямо на борту риболовецьких суден свіжу рибу заморожують. Ікра вибирається виробниками, які роблять інгредієнти для маринаду та ароматизатори. Основним інгредієнтом вважається перець. Кількість перцю чилі в ікрі, і використання інших інгредієнтів варіюються від компанії до компанії виробників. Ця ж компанія, як правило, одночасно виробляє різні типи ментайко, більш чи менш гострих за смаками. Дуже гострі, які вважаються класичними, називаються karashi mentaiko (яп. 辛子明太子).
Ментайко продається за дуже різними цінами, також визначається рівень ретельності, з якою кожна компанія обирає ікру та інші інгредієнти. Виробників цієї закуски найбільше у місті Фукуока, де ментайко готується у найрізноманітніших варіантах стилю і куди він був імпортований вперше, завдяки своїй близькості до Кореї.

## Вживання
Ментайко купують на рибних ринках, у магазинах або супермаркетах, в барах та на вокзалах і вживають, за японською традицією, з сирим і рисом. Часто використовується як начинки для онігірі і навіть як окрема страва з саке. Останніми роками стало дуже популярним використовувати його як соус для спагеті, з маслом, водоростями норі, соєвим соусом і будь-якими іншими інгредієнтами на смак. У супермаркетах частіше, ніж в менших магазинах, ментайко з рисом або зі спагеті продається вже готовим до вживання або майже готовим, слід тільки нагріти їх в мікрохвильовій печі. Обидві страви, зазвичай, зроблені в той же день і упаковані в целофан.

## Варіанти
На додаток до різних типів ментайко, продається тарако (яп. 鱈子), дешевший варіант страви і менш гострий, приготований маринуванням менш цінної ікри ментаю.